# Thabo Nthethe
Thabo Nthethe, né le 3 octobre 1984 à Bloemfontein, est un footballeur sud-africain. Il évolue au poste de défenseur avec le club de Mamelodi Sundowns et l'équipe d'Afrique du Sud. 

## Biographie

### Carrière en équipe nationale
Thabo Nthethe est convoqué pour la première fois par le sélectionneur national Joel Santana pour un match amical face à l'Islande le 13 octobre 2009. Il entre en jeu à la place de Siboniso Gaxa à la 73e minute de jeu.
Il participe à la Coupe d'Afrique des nations 2013 avec l'équipe d'Afrique du Sud. Son équipe atteint les quarts de finale de la compétition.
Il compte 22 sélections et 1 but avec l'équipe d'Afrique du Sud depuis 2009.

## Statistiques détaillées

### En club
| Saison                | Club                  | Championnat           | Championnat | Championnat | Coupe(s) nationale(s) | Coupe(s) nationale(s) | Afrique du Sud | Afrique du Sud | Total | Total |
| Saison                | Club                  | Division              | M.          | B.          | M.                    | B.                    | M.             | B.             | M.    | B.    |
| 2004 - 2005           | Bloemfontein Celtic   | ABSA Premiership      | 8           | 0           | -                     | -                     | -              | -              | 8     | 0     |
| 2005 - 2006           | Bloemfontein Celtic   | ABSA Premiership      | 3           | 0           | -                     | -                     | -              | -              | 3     | 0     |
| 2006 - 2007           | Bloemfontein Celtic   | ABSA Premiership      | 22          | 0           | -                     | -                     | -              | -              | 22    | 0     |
| 2007 - 2008           | Bloemfontein Celtic   | ABSA Premiership      | 14          | 2           | -                     | -                     | -              | -              | 14    | 2     |
| 2008 - 2009           | Bloemfontein Celtic   | ABSA Premiership      | 26          | 0           | -                     | -                     | -              | -              | 26    | 0     |
| 2009 - 2010           | Bloemfontein Celtic   | ABSA Premiership      | 27          | 2           | -                     | -                     | 4              | 0              | 31    | 2     |
| 2010 - 2011           | Bloemfontein Celtic   | ABSA Premiership      | 24          | 0           | -                     | -                     | -              | -              | 24    | 0     |
| 2011 - 2012           | Bloemfontein Celtic   | ABSA Premiership      | 27          | 0           | 2                     | 0                     | -              | -              | 29    | 0     |
| 2012 - 2013           | Bloemfontein Celtic   | ABSA Premiership      | 15          | 1           | 5                     | 0                     | 3              | 0              | 23    | 1     |
| Total sur la carrière | Total sur la carrière | Total sur la carrière | 166         | 5           | 7                     | 0                     | 7              | 0              | 180   | 5     |

## Palmarès
- Championnat d'Afrique du Sud : 2014
- Ligue des champions de la CAF 2016